# Prameny Javornice
Přírodní památka Prameny Javornice, která je součástí přírodního parku Jesenicko, byla vyhlášena v roce 1996. Nachází se v okrese Rakovník v katastrálních územích Drahouš a Soseň. Chráněné území je v péči Krajského úřadu Středočeského kraje.

## Předmět ochrany
Předmětem ochrany je prameniště říčky Javornice s bohatou mokřadní květenou.

### Flóra
Mezi významné rostliny rostoucí v daném území patří suchopýr úzkolistý (Eriophorum angustifolium), violka bahenní (Viola palustris), prstnatec májový (Dactylorhiza majalis) či štírovník bahenní.

### Fauna
Na území přírodní památky žije z ptactva jestřáb lesní (Astur gentilis), bramborníček hnědý (Saxicola rubetra) či krkavec velký (Corvus corax).